# Bruno Kirby
Bruno Kirby (Nova York, 28 de abril de 1949 – Los Angeles, 14 de agosto de 2006) foi um ator de cinema e televisão americano, conhecido por seus papeis em filmes de Hollywood como City Slickers, When Harry Met Sally..., Good Morning, Vietnam (br: Bom Dia, Vietnã), and The Godfather Part II (br: O Poderoso Chefão II / pt: O Padrinho II).

## Biografia
Nascido Bruno Giovanni Quidaciolu, Jr., em Nova York, é filho do ator Bruce Kirby (nascido Bruno Giovanni Quidaciolu). Seu irmão, John Kirby, é professor de atuação.
Bruno Kirby estudou na Power Memorial Academy com o astro do basquete Kareem Abdul-Jabbar, que, coincidentemente, também sofre de leucemia.
Casou-se com a atriz Lynn Sellers em 29 de setembro de 2003.
Kirby morreu em 14 de agosto de 2006, com 57 anos de idade, em Los Angeles, de complicações relacionadas à leucemia. De acordo com a Associated Press e outras organizações jornalísticas, a viúva declarou que ele tinha acabado de ser diagnosticado com a doença.

## Carreira
- Superdad - (1973)
- Cinderella Liberty - (1973)
- The Harrad Experiment - (1973)
- The Godfather: Part II - (1974)
- Between the Lines - (1977)
- Almost Summer - (1978)
- Where the Buffalo Roam - (1980)
- Borderline - (1980)
- Modern Romance - (1981)
- Kiss My Grits - (1982)
- This Is Spinal Tap - (1984)
- Birdy - (1984)
- Flesh and Blood - (1985)
- Tin Men - (1987)
- Good Morning, Vietnam - (1987)
- When Harry Met Sally... - (1989)
- We're No Angels - (1989)
- The Freshman - (1990)
- City Slickers - (1991)
- Mastergate - (1992)
- Hoffa - (1992)
- Fallen Angels - Vol. 2 - (1993)
- Golden Gate - (1994)
- The Basketball Diaries - (1995)
- Sleepers - (1996) (como o pai de Shakes)
- Donnie Brasco - (1997)
- Stuart Little - (1999) - voz
- American Tragedy (filme) - (2000)
- Spy Games - (2000)
- One Eyed King - (2001)
- Helter Skelter - (2004)
- Played - (2006)